# Junichi Watanabe
Junichi Watanabe (Tokio, 20 mei 1973) is een voormalig Japans voetballer.

## Carrière
Junichi Watanabe speelde tussen 1992 en 2001 voor Verdy Kawasaki en Shonan Bellmare.